# Adriano Malori
Adriano Malori (Parma Emilia-Romaña, 28 de enero de 1988) es un ciclista italiano que fue profesional entre 2010 y 2017. Debutó con el equipo Lampre. Desde al año 2014 fue corredor del equipo español Movistar Team.

## Trayectoria
Fue un destacado contrarrelojista que ha sido campeón italiano en esa especialidad. Siendo amateur también cosechó éxitos destacables como el oro en el Campeonato Mundial de Ciclismo en Ruta de 2008 en la categoría contrarreloj sub-23, celebrado en Varese.
El 14 de septiembre de 2014 este corredor doble campeón de Italia de contrarreloj logró la primera victoria de etapa en una de las tres grandes vueltas sobre una fracción de 9,7 km en la contrarreloj final de la Vuelta a España.
Al inicio de la temporada 2016, durante la quinta etapa del Tour de San Luis, Adriano tuvo una fuerte caída fracturándose la clavícula derecha y sufriendo un severo Traumatismo craneoencefálico. Fue hospitalizado en cuidados intensivos, estando brevemente en coma artificial. Tras ocho meses de recuperación, reapareció en una carrera en el Gran Premio de Quebec.
El 10 de julio de 2017, durante la jornada de descanso del Tour de Francia 2017, anunció su retirada del ciclismo tras nueve temporadas como profesional y con 29 años de edad al considerar imposible competir al máximo nivel después de las lesiones provocadas por su caída en el Tour de San Luis.

## Palmarés
| 2008 - Campeonato Europeo Contrarreloj sub-23 - Trofeo Ciudad de Castelfidardo - Chrono Champenois - Campeonato Mundial Contrarreloj sub-23 2009 - Chrono Champenois 2010 - 3.º en el Campeonato de Italia Contrarreloj 2011 - 1 etapa de la Settimana Coppi e Bartali - Campeonato de Italia Contrarreloj 2012 - 2.º en el Campeonato de Italia Contrarreloj 2013 - 1 etapa de la Settimana Coppi e Bartali - Vuelta a Baviera, más 1 etapa - 3.º en el Campeonato de Italia Contrarreloj | 2014 - 1 etapa del Tour de San Luis - 1 etapa de la Tirreno-Adriático - 1 etapa de la Ruta del Sur - Campeonato de Italia Contrarreloj - 1 etapa de la Vuelta a España 2015 - 1 etapa del Tour de San Luis - 1 etapa de la Tirreno-Adriático - 1 etapa del Circuito de la Sarthe - Campeonato de Italia Contrarreloj - 1 etapa del Tour de Poitou-Charentes - 2.º en el Campeonato Mundial Contrarreloj |

## Resultados en Grandes Vueltas y Campeonatos del Mundo
| Carrera              | Carrera              | 2010  | 2011 | 2012 | 2013 | 2014  | 2015  | 2016 | 2017 |
| -------------------- | -------------------- | ----- | ---- | ---- | ---- | ----- | ----- | ---- | ---- |
|                      | Giro de Italia       | —     | —    | 68.º | —    | 121.º | —     | —    | —    |
|                      | Tour de Francia      | 170.º | 91.º | —    | Ab.  | —     | 107.º | —    | —    |
|                      | Vuelta a España      | —     | —    | —    | —    | 114.º | —     | —    | —    |
| Mundial Contrarreloj | Mundial Contrarreloj | —     | 24.º | 10.º | 8.º  | 6.º   | 2.º   | —    | —    |

—: no participa

Ab.: abandono

## Equipos
- Lampre (2009-2013)
  - Lampre-N.G.C. (2009)[7]
  - Lampre-Farnese Vini (2010)
  - Lampre-ISD (2011-2012)
  - Lampre-Merida (2013)
- Movistar Team (2014-2017)